# Camila Nobre
Camila do Carmo Nobre de Oliveira (São Paulo, 10 de junio de 1988) es una ex jugadora profesional de fútbol y fútbol sala brasileña. Jugó como centrocampista de la selección nacional femenina de Guinea Ecuatorial, pero luego fue declarada no elegible.

## Biografía
Nobre ha jugado en diferentes clubes, entre ellos São José Esporte Clube, Audaxy Madrid CFF.
Jugó para universidades brasileñas en la Universiada de Verano de 2013 en Kazán, Rusia. Jugó cinco partidos durante el torneo,y fue suplente en la semifinal contra Gran Bretaña.
De 2012 a 2016, Nobre jugó en la selección femenina de fútbol de Guinea Ecuatorial, a pesar de no tener vinculación con la nación africana. Formó parte del equipo que ganó el Campeonato Africano de 2012.
Según la Federación Paulista de Fútbol, citando su partida de nacimiento original, su nombre completo es Camila do Carmo Nobre de Oliveira y nació el 10 de junio de 1988 en São Paulo. Estos datos no se corresponden con la información que Guinea Ecuatorial presentó a la Confederación Africana de Fútbol (CAF) con motivo del Campeonato Africano de 2012. Allí, según el pasaporte ecuatoguineano que le entregó el país africano, su nombre completo era Camila María Nobre de Carmo y su fecha de nacimiento era el 10 de julio de 1994. Además, en la lista publicada por la CAF se indicaba que en aquel momento jugaba en el equipo local ecuatoguineano E Waiso Ipola, cuando, en realidad, firmó contrato con el São José Esporte Clube do Brasil. Nobre aprovechó su falsa edad para competir en el torneo de clasificación para el Mundial Sub-20 de 2014.
El 11 de abril de 2016, Nobre fue sancionada por la FIFA con una suspensión de diez partidos de la selección representativa de Guinea Ecuatorial, además de una multa, una sanción y una amonestación, basada en el artículo 61, párrafos 1 y 2 de la FDC. El 4 de agosto de 2016, su caso de doble identidad llevó a la CAF a descalificar a la selección femenina de Guinea Ecuatorial de la Copa Africana de Naciones de 2016 y a las posteriores suspensiones de las ediciones de 2018 y 2020.
El 5 de octubre de 2017, la FIFA dictaminó que las otras diez futbolistas nacidas en Brasil que jugaron con Guinea Ecuatorial en el Torneo de Clasificación Olímpica Femenina de la CAF 2015 no eran elegibles. La sanción surgió del reglamento original de abril, que involucra a Camila Nobre.